# Arje Bahir
Arje Bahir (hebrejsky: אריה בהיר‎, rodným jménem Arje Geller, אריה גלר‎, žil 1. května 1906 – 13. září 1970) byl izraelský politik a poslanec Knesetu za strany Mapaj, Rafi, Izraelská strana práce a Ma'arach.

## Biografie
Narodil se ve městě Oděsa v tehdejší Ruské říši (dnes Ukrajina). Studoval na hebrejském gymnáziu a polytechnice v Oděse. V roce 1924 přesídlil do dnešního Izraele. Byl jedním ze zakladatelů kibucu Afikim.

## Politická dráha
V mládí se angažoval v sionistické organizaci ha-Šomer ha-ca'ir. Patřil v rámci tohoto hnutí k frakci, která nepodporovala jeho samostatnou existenci a připojila se ke straně Mapaj. Byl aktivní v organizaci ha-Kibuc ha-me'uchad sdružující kibucy. Zasedal ve vedení stavebního podniku Solel Bone.
V izraelském parlamentu zasedl poprvé už po volbách v roce 1949, do nichž šel za Mapaj. Byl členem výboru pro procedurální pravidla, výboru pro ekonomické záležitosti a výboru House Committee. Znovu se za Mapaj dostal do Knesetu až ve volbách v roce 1955. Byl členem parlamentního výboru finančního a výboru House Committee. Předsedal podvýboru pro instalaci telefonů. Další funkční období strávil v parlamentu až po volbách v roce 1965. Kandidoval nyní za stranu Rafi. Mandát ovšem získal až dodatečně, v únoru 1967, poté co rezignoval poslanec Jizhar Smilansky. Během funkčního období přešel do Strany práce a pak do levicové střechové formace Ma'arach. Byl členem výboru práce, výboru pro ekonomické záležitosti a výboru finančního. Ve volbách v roce 1969 mandát neobhájil.